# Aleksandar Jovetić
Aleksandar Jovetić (serbisch-kyrillisch Александар Јоветић; * 5. Januar 1989 in Subotica) ist ein ungarisch-serbischer Fußballspieler.

## Karriere
Jovetić begann seine Karriere beim FK Spartak Subotica. Für Subotica kam er in der Saison 2008/09 zu fünf Einsätzen in der Prva Liga und stieg mit dem Verein am Saisonende in die SuperLiga auf. Nach dem Aufstieg wurde er zur Saison 2009/10 an den unterklassigen FK Palić verliehen. In der Winterpause kehrte er nach Subotica zurück. Sein erstes und einziges Spiel für den Verein in der SuperLiga machte er im April 2010, als er am 26. Spieltag gegen den FK Rad Belgrad in der 76. Minute für Vladimir Torbica eingewechselt wurde.
Zur Saison 2010/11 wechselte er nach Ungarn zum unterklassigen Makói FC. Zur Saison 2014/15 schloss Jovetić sich dem Zweitligisten Soproni VSE an. In zwei Spielzeiten in Sopron kam er zu 37 Einsätzen in der Nemzeti Bajnokság II. Zur Saison 2016/17 wechselte er nach Österreich zum viertklassigen FC Deutschkreutz. In dreieinhalb Jahren in Deutschkreutz kam er zu 98 Einsätzen in der Burgenlandliga. Im Januar 2020 wechselte er zum Regionalligisten ASV Draßburg. Für Draßburg kam er zu sieben Einsätzen in der Regionalliga.
Im Januar 2021 kehrte Jovetić nach Serbien zurück und schloss sich dem unterklassigen FK Tisa Adorjan an. Sein Ende 2023 auslaufender Vertrag wurde nicht verlängert; seitdem ist er vereinslos.